# Rabštejnská Lhota
Rabštejnská Lhota (Duits: Rabensteiner Lhota) is een Tsjechische gemeente in de regio Pardubice, en maakt deel uit van het district Chrudim. Rabštejnská Lhota telt 854 inwoners (2023).

## Geschiedenis
- 1414 – De eerste schriftelijke vermelding van Rabštejnská Lhota.
- 1974 – De gemeente Rabštejnská Lhota wordt geannexeerd door de gemeente Sobětuchy.[1]
- 1999 – Rabštejnská Lhota wordt (opnieuw) een zelfstandige gemeente.[2]